# 白唇西猯
白唇西猯（学名：Tayassu pecari），是偶蹄目西猯科白唇西猯属）中唯一的一种，广泛分布于拉丁美洲地区。

## 身体结构
拥有棕色或黑色的坚硬毛发，颈项的部分是白色的。体长约90-139厘米，体重约25-40公斤。

## 生活方式
它们能够和5-200只同伴一起生活，在白天很活跃，一天中大部分时间都在早食物和水，并通过叫声、背上的臭腺、身体接触与同伴交流避免走散。当面临危险时，他们会变得好斗，并发出叫声并展示自己的獠牙。主要生活于中、南美洲的森林、草原、灌木丛、稀树草原。为杂食性。